# Проклятието (теленовела, 2023)
Проклятието (на испански: El maleficio) е мексиканска теленовела, режисирана от Салвадор Гарсини и Фес Нориега и продуцирана от Хосе Алберто Кастро за ТелевисаУнивисион през 2023 г. Версията, разработена от Хосе Алберто Кастро и Ванеса Варела, е базирана на едноименната мексиканска теленовела, създадена от Фернанда Вийели през 1983 г. Това е шестата теленовела от антологията Фабрика за мечти, която пресъздава големите мексикански теленовели, създадени между 80-те години на XX в. и първите години на XXI в.
В главните роли са Фернандо Колунга и Марлене Фавела.

## Сюжет
Енрике де Мартино е успешен и мистериозен бизнесмен, чието величие е заобиколено от тъмна и добре пазена тайна. В контраст с него е Беатрис Аламсан – жена с щедро сърце и отдадена на семейството. Пътищата на Енрике и Беатрис се преплитат и възниква любов, която обърква плановете на Енрике. Той боготвори демона Баел и вярва, че Беатрис и нейното семейство са ключът към осигуряването на приемственост на Баел.

## Актьори
- Фернандо Колунга – Енрике де Мартино
- Марлене Фавела – Беатрис Алмасан де Монтес / Беатрис Алмасан де Мартино
- Хулиан Хил – Херардо Астер
- Жаклин Андере – Нурия вдовица де Алмасан
- София Кастро – Виктория Монтес Алмасан
- Алехандро Калва – Отец Каетано
- Алехандро Авила – Жоел
- Адриан Ди Монте – Хорхе де Мартино Аларкон
- Вероника Монтес – Хулия Пералта
- Джесика Коч – Диана
- Хулио Ваядо – Раул де Мартино Аларкон
- Маркин Лопес – Капитана
- Педро де Тавира – Едуардо
- Марио Лория – Адриан
- Хайме Матео – Фернандо Салгадо
- Калед Акаб – Хуан Монтес Алмасан
- Хесус Карус – Карлос
- Катя Бада – Рут
- Никол Куриел – Клара
- Мишел Дуран – Роберта
- Рафаел Инклан – Дарио
- Ана Белена – Нора Аларкон де Монтес
- Марк Тачер – Алваро
- Серхио Басаниес
- Еухенио Кобо – Кардинал Мондрагон
- Шантал Андере – Долорес Сарагоса
- Дженифър Карийо – Хелън

## Премиера
Премиерата на Проклятието е на 13 ноември 2023 г. по Las Estrellas. Последният 82. епизод е излъчен на 3 март 2024 г. 
| Година    | Излъчване              | Брой епизоди | Премиера        | Премиера         | Финал       | Финал            |
| Година    | Излъчване              | Брой епизоди | Дата            | Рейтинг (в млн.) | Дата        | Рейтинг (в млн.) |
| --------- | ---------------------- | ------------ | --------------- | ---------------- | ----------- | ---------------- |
| 2023–2024 | понеделник-петък 21:30 | 82           | 13 ноември 2023 | 2.7              | 3 март 2024 | 3.0              |

## Продукция

### Развитие
В средата на октомври 2018 г. Телевиса обявява, че едноименната теленовела ще получи своя нова версия, част от телевизионната антология Фабрика за мечти. На 4 януари 2023 г. е съобщено, че продукцията е поверена на продуцента Хосе Алберто Кастро. Записите на теленовелата започват на 24 юли 2023 г. в град Мексико, като допълнителните локации са Ню Йорк, Вашингтон, Рим, Ватикан и Толедо.

### Кастинг
На 21 юли 2023 г. е съобщено, че Фернандо Колунга и Марлене Фавела ще изиграят главните роли, заедно с Жаклин Андере, която изпълнява главната героиня Беатрис де Мартино в оригиналната версия. Три дни по-късно Рафаел Инклан, Серхио Басаниес, София Кастро, Хулио Ваядо и Калед Акаб са обявени като част от актьорския състав. На 3 август 2023 г. е обявено, че Марк Тачер се е присъединил към актьорския състав. На 4 август 2023 г. е обявено, че Хулиан Хил се присъединява към актьорския състав. Обширен списък с актьори е публикуван от People en Español на 21 септември 2023 г.

## Епизоди
- Епизод 1: Аз съм Енрике де Мартино (Soy Enrique de Martino); излъчен в Мексико на 13 ноември 2023.[a]

Херардо открадва няколко ценни артефакта от къща в руини и когато си тръгва, мъжът от картината го предупреждава, че предметите могат да донесат зло заклинание. Енрике се прибира у дома и разбира, че децата му предпочитат да се затворят в стаята си, вместо да прекарват времето си с него. Самотата започва да му тежи. Раул казва на Енрике, че единственото нещо, което може да му даде, за да подобрят отношенията си, е обяснение за смъртта на майка му. Хуанито се изгубва в семейната крипта на Енрике и когато Енрике го връща на майка му, той е впечатлен от красотата на Беатрис.
- Епизод 2: Не спирам да мисля за теб, Беатрис (No he dejado de pensar en ti, Beatriz); излъчен в Мексико на 14 ноември 2023.

Виждайки желанието на Раул да се свърже отново с баща си, Хорхе го съветва да присъства на организационните срещи на Енрике и да се ангажира повече с присъстващите. Херардо моли Енрике да включи повече синовете си, за да запази наследството в организацията, но Енрике ясно показва, че е пожертвал повече от всеки друг. Докато Хуанито търси котката си, той е преследван от призрак, който се превръща в змия. Нурия предупреждава Беатрис за въображението на сина ѝ. Енрике решава да изпрати на Беатрис букет цветя, за да покаже интереса си към нея.
- Епизод 3: Готов съм на всичко, Беатрис (Estoy dispuesto a todo, Beatriz); излъчен в Мексико на 15 ноември 2023.

Херардо обяснява на Енрике колко е важно двамата му синове да се включат в организацията, за да може единият от тях да наследи силата, която носи в себе си. Алваро се опитва да се свърже с Хуанито, предлагайки приятелството си и търсейки взаимен интерес, за да има нещо по-сериозно с Беатрис. Вики намира възможност да се сближи с Хорхе, но бързо се разочарова от него, когато трябва да се справи с Рут, неговата приятелка. Алваро предлага на Беатрис да формализират връзката им и я моли да живеят заедно.
- Епизод 4: Ще се погрижа Беатрис да не може да ме забрави (Me encargaré de que Beatriz no me pueda olvidar); излъчен в Мексико на 16 ноември 2023.

Херардо обяснява на Капитана как Енрике ще намери правилния човек, на когото ще предаде силата си. Капитана открива човека, отговорен за излагането на организацията на риск чрез изтичане на поверителна информация. Вики и Хуанито страдат по свой начин от загубата на баща си, тъй като все още не могат да го преживеят. Енрике изненадва Беатрис, когато тя пристига у дома и тя споделя страховете си и силата, която децата ѝ дават.
- Епизод 5: Не може нищо да се получи между нас, Енрике (No puede pasar nada entre nosotros, Enrique); излъчен в Мексико на 17 ноември 2023.

Беатрис се опитва да спре интереса на Енрике, но той я предупреждава, че няма да се откаже лесно. Тя признава на Алваро за посещението на Енрике и той твърди, че го познава от дълго време. Херардо предупреждава Енрике, че може би причината някои бизнес сделки да се провалят за него е, че неговият наследник скоро ще се появи. Хорхе си спомня, че Раул не е бил толкова интровертен като дете, а Енрике обяснява, че е бил свидетел на смъртта на майка си.
- Епизод 6: Баел ни наблюдава през цялото време (Bael todo el tiempo nos observa); излъчен в Мексико на 20 ноември 2023.

Виждайки успеха и следвайки съвета на Хорхе, Раул решава да даде шанс на срещите на организацията. След като открива предателството му, Енрике извежда Гилермо от организацията, но не и преди да му наложи наказание. Вики е оставена извън клуба, защото закъснява, но среща Раул, който си спомня, че я е видял на гробището и предлага компанията си. Хуанито има друг сън, в който вижда Баел и когато се събужда, моли Беатрис да потърси Енрике.
- Епизод 7: Не виждам в Раул същото като в теб (No veo en Raúl lo mismo que en ti); излъчен в Мексико на 21 ноември 2023.

Енрике признава усилията на Раул в публичното говорене, но иска той да излезе от зоната си на комфорт, за да достигне високите стандарти на семейство Де Мартино. Без да знае, че това е Беатрис, шефът на Алваро изисква той да уволни човека, отговорен за загубата на важен клиент. Беатрис научава, че шефът ѝ е поискал нейното уволнение, но Алваро уверява, че е готов на всичко, за да го избегне, включително и оставка. Енрике посещава Беатрис и когато тя се опитва да го спре да я търси, той обяснява, че посещението му е заради Хуанито.
- Епизод 8: Приеми поканата, Беатрис (Acéptame una invitación a cenar, Beatriz); излъчен в Мексико на 22 ноември 2023.

Енрике моли Беатрис да обмисли среща с него, като я уверява, че ще я заведе на любимото ѝ място и ако не, няма да я търси отново. Хуанито носи в училище албума, който Енрике му е дал, и бързо привлича вниманието на съучениците си, карайки ги да му станат приятели. Хорхе завежда Раул в бар и благодарение на помощта на Рут му намира приятел, с когото да прекарва времето си. Енрике изненадва Беатрис, като изпълнява облога си, и я завежда на вечеря в любимото ѝ заведение.
- Епизод 9: Енрике де Мартино ме плаши (Me da miedo Enrique de Martino); излъчен в Мексико на 23 ноември 2023.

Беатрис благодари на Енрике за срещата им. Тя признава на Нурия, че се страхува да не се влюби в Енрике. Хорхе се събира отново с Моника, стара приятелка, което кара Рут да се чувства изместена в сърцето на приятеля си. В сънищата си Раул си спомня един от последните си спомени с майка си, когато тя го отхвърля, докато бяга от някого.
- Епизод 10: Няма нищо по-силно от силата на Баел (No hay nada más fuerte que el poder de Bael); излъчен в Мексико на 24 ноември 2023.

Енрике чува съня на Раул за майка му и се страхува, че си спомня всичко за деня, в който е починала. Въпреки новината за новите инвеститори, Беатрис е уволнена заради загубата на важен клиент. Енрике се чувства свободен от влиянието на Баел за първи път и Херардо го предупреждава, че наследяването на властта може да е по-близо, отколкото си мисли. Раул претърсва къщата за вещите на майка си и е обсебен от намирането на отговори за нейната смърт.
- Епизод 11: Късметът на Алваро е на изчерпване (La suerte se le está terminando a Álvaro); излъчен в Мексико на 27 ноември 2023.

Жоел е решен да получи подкрепата на организацията, така че прави изказване, насочено към Херардо, което го обвинява в измама, и последният се стреми да използва информацията в своя полза. Мислейки, че е Енрике де Мартино, Хуанито прекъсва разговора между Нурия и Алваро и признава всички подробности за вечерята, която Енрике е предложил в дома му. Беатрис пристига с Алваро на събитието на „СегурВида“, за да поиска още един шанс да си върне работата, но и двамата са изненадани да научат, че Енрике е новият собственик на компанията. След като е обявен за новия собственик, Енрике се приближава до масата на Беатрис, за да я поздрави и научава, че тя е уволнена. Той веднага ѝ отстъпва мястото си и я кани на своята маса, въпреки ревността на Алваро.
- Епизод 12: Енрике е ангел в живота ти (Enrique es un ángel en tu vida); излъчен в Мексико на 28 ноември 2023.

След поредния тревожен кошмар Раул се събужда и намира рамката на снимката с образа на майка си на пода. Херардо се среща с д-р Валдес, за да обясни случая на Раул и го инструктира да го държи в течение, така че да няма последствия за организацията. След като е посъветван от баща си и брат си, Раул отива на терапия, където си признава за кошмарите и внезапните ретроспекции, които е имал. Хуанито е изправен пред необичайна ситуация, докато Енрике мечтае за него и евентуалния си наследник.
- Епизод 13: Мога да бъда по-добър от Енрике де Мартино (Puedo ser mejor que Enrique de Martino); излъчен в Мексико на 29 ноември 2023.

Енрике иска знак, за да разбере защо Хуанито се е проявил във видението му, и се обажда на Херардо, за да се опита да намери отговора. След като е преминал теста за доверие, Херардо извиква Жоел, за да го посрещне с добре дошъл в организацията, и се възползва от възможността да го попита за Адриан. Уморена от ревнивите думи на Алваро, Беатрис отново дава да се разбере, че няма нищо повече между нея и Енрике и решава да сложи край на връзката им. Хорхе не е съгласен, че брат му трябва да се счита за ръководител на организацията и дава ясно да се разбере на Херардо, че е готов на всичко, за да наследи баща си.
- Епизод 14: Не ти е позволено да си слаб, Раул (No tienes permitido ser débil, Raúl); излъчен в Мексико на 30 ноември 2023.

Под натиск да спази крайния срок, Раул има паранормално преживяване на манифестация на своя компютър. Енрике изненадва Беатрис със среща, показвайки ѝ града и признава колко много е привлечен от нея. Той е уморен от слабостта на Раул и със силата на Баел го поставя на мястото му. След като Енрике споделя загрижеността си за синовете си, Херардо дава да се разбере, че има приоритети и че не може да развие никаква привързаност.
- Епизод 15: Ще те разбера, ако не искаш да ме видиш отново (Entenderé si no quieres volverme a ver); излъчен в Мексико на 1 декември 2023.

Енрике разведрява Хуанито, като го завежда на стадион „Ацтека“, за да празнува с приятели. Беатрис показва признателността си. След като му благодари за подаръка за рождения ден, Хуанито казва на Енрике колко се тревожи за майка си. Раул разказва на Херардо какво е открил и той го разпитва за притесненията му. След като признава, че става дума за майка му, Херардо казва на Раул, че е време да освободи спомените си. Беатрис разговаря с Енрике и се съгласява по-често да излиза с него. Херардо отново предупреждава Енрике, че трябва да бъде по-търпелив с Раул.
- Епизод 16: Искам да бъда като теб, Енрике де Мартино (Yo quiero ser como tú, Enrique de Martino); излъчен в Мексико на 4 декември 2023.

Енрике се изправя срещу Хорхе и потвърждава, че синът му няма капацитета да ръководи организацията. Беатрис се уморява от ревността на Алваро и решава да прекрати връзката им, той я предупреждава, че ще ѝ докаже, че Енрике не е мъжът, за когото го мисли. Беатрис признава на Нурия, че се е разделила с Алваро. Нурия се радва да научи за решението на племенницата си. Херардо отвежда Раул в къщата, където е починала майка му, и той преживява отново момента на нейната смърт.
- Епизод 17: Поднови вярата си в Баел (Renovar la fe en Bael); излъчен в Мексико на 5 декември 2023.

Херардо насърчава Раул да открие тайната на баща си и го съветва да направи всичко, което Енрике му каже. Енрике се намесва в спора на синовете си, Раул се изправя срещу него, като крие истината за смъртта на майка си. Той моли баща си да го пусне да се присъедини към организацията, Енрике приема, но дава да се разбере, че няма да позволи измама. Раул се завръща в организацията и пред всички обещава винаги да бъде част от нея.
- Епизод 18: Готова съм за нашата съдба, Енрике (Estoy lista para nuestro destino, Enrique); излъчен в Мексико на 6 декември 2023.

Хорхе завижда на вниманието на Енрике към Раул и го разпитва за внезапния му интерес към организацията. Рут се оплаква на Хорхе, че е завел Моника в дома си вместо нея и се сравнява с майка си, тъй като чувства, че тя също полудява. Беатрис признава на Енрике, че е започнала да се влюбва в него и е готова да види какво е подготвила съдбата за тях. Алваро казва Беатрис, че връзката ѝ с Енрике няма да продължи дълго, като я уверява, че те са твърде различни хора.
- Епизод 19: Когато Баел се проявява, става по-силен (Cuando Bael se manifiesta, lo hace contundente); излъчен в Мексико на 7 декември 2023.

Херардо се опитва да настрои Хорхе и Раул един срещу друг, като уверява Хорхе, че Раул възнамерява да го измести в компанията. Беатрис споделя на Вики, че ако иска трайна връзка с Енрике, трябва да се покаже такава, каквато е. По време на вечеря в къщата на Беатрис, Енрике усеща присъствието на Баел, докато седи до Хуанито. След срещата си с Беатрис, Енрике урежда преместването на Алваро в Монтерей, за да го държи далеч от нея.
- Епизод 20: Животът на Едуардо няма да е същият (La vida de Eduardo ya no será igual); излъчен в Мексико на 8 декември 2023.

Приятелите на Вики я убеждават да открадне отговорите за изпит, но координаторът я открива и излага на риск академичното ѝ бъдеще. Беатрис се страхува, че Енрике стои зад внезапното ѝ повишение в работата и вярва, че това е начин да си купи нейната любов. Тя среща Хулия, нейната съперничка за любовта на Енрике, но не позволява да бъде сплашена толкова лесно. Виждайки колко бляскаво е събитието на Енрике, Беатрис обмисля да отмени срещата им, за да не го засрами.
- Епизод 21: Тази целувка е като произведение на изкуството (Este beso es como una obra de arte); излъчен в Мексико на 11 декември 2023.

Енрике настоява Хорхе да промени отношението си към Раул, но той остава подозрителен към брат си. Енрике изпраща на Беатрис група експерти да ѝ помогнат, за да може тя да впечатли всичките му гости на галавечерта. Хулия се опитва да се подиграе на Беатрис, но тя се защитава. По време на частната им обиколка в галерията, Енрике успокоява ревността на Беатрис с първата им целувка.
- Епизод 22: Кой е Баел? (¿Quién es Bael?); излъчен в Мексико на 12 декември 2023.

Хорхе настоява Раул да обясни внезапния си интерес към компанията и организацията, в замяна му обещава, че ще мълчи за посещенията си в стария апартамент. Алваро намеква, че Беатрис е с Енрике от интерес и тя му удря шамар. При посещението си при психолога на Нора, Раул открива, че Баел е измъчвал майка му до смърт. Енрике и Беатрис се изправят пред репортерите и си признават любовта един на друг.
- Епизод 23: Любовта е богохулство за Баел (El amor es una blasfemia para Bael); излъчен в Мексико на 13 декември 2023.

Хулия ревнува, когато открива, че връзката на Енрике с Беатрис е по-сериозна, отколкото е предполагала. Раул подозира, че Хорхе стои зад изчезването на психолога на майка си и му се оплаква, че е предал доверието му. Херардо призовава Енрике да говори за любов с Беатрис, тъй като той го уверява, че нарушава договора, който е сключил с Баел. Научавайки за болката, която Хуанито изпитва в училище, Енрике предлага помощта си, за да се справи с проблема, и да сложи край веднъж завинаги.
- Епизод 24: Предай душата в ръцете на Баел (Entregar el alma a las fauces de Bael); излъчен в Мексико на 14 декември 2023.

Енрике говори с децата си за връзката си с Беатрис, но Раул го прекъсва, изяснявайки позицията ѝ на мащеха. Енрике и Беатрис се съгласяват да изведат децата си на вечеря, за да могат да се опознаят и да започнат да обединяват двете семейства. Раул прониква в офиса на Енрике и открива коя е силата, преследвала Нора в последните ѝ дни. Огърлицата на Беатрис кара Раул да си спомни повече за последните дни на Нора и той разбира, че баща му е избраният от Баел.
- Епизод 25: Ще си платиш, че си обидил Баел (Pagarás por ofender a Bael); излъчен в Мексико на 15 декември 2023.

Раул се изправя срещу Енрике за това, че е пожертвал майка му в замяна на власт, а Баел хваща Енрике, за да довърши сина му. Капитана предупреждава Енрике, че има вероятност Раул да не е оцелял при инцидента. Енрике извиква Баел, че е нападнал Раул, и го презира, че е нарушил договора да не наранява децата му. Капитана информира Енрике, че тялото на Раул не е намерено при инцидента, така че има вероятност той да е оцелял.
- Епизод 26: Няма да се свържа отново с Баел (No volveré a contactar a Bael); излъчен в Мексико на 18 декември 2023.

Хорхе търси Раул в стария апартамент, който са имали, но след като разпознава изчезването му, той се моли брат му да бъде намерен здрав. Капитана информира Енрике, че една от камерите в града показва следа за местоположението на Раул. Беатрис се събужда посред нощ и след като проверява стаите на децата си, открива странно присъствие в стаята на Хуанито, без да знае, че това е бившата съпруга на Енрике. Енрике обяснява на Беатрис спора между него и Раул и я предупреждава за тъмна страна, от която се опитва да я защити.
- Епизод 27: С теб, Беатрис, мога да премина през ада (Contigo puedo cruzar el infierno, Beatriz); излъчен в Мексико на 19 декември 2023.

Херардо напомня на Енрике, че Баел трябва да бъде най-важното нещо в живота му и му предлага възможността да интегрира Беатрис в организацията, ако иска да бъде с нея. Херардо иска помощта на Хулия, за да попречи на Енрике да изложи организацията на риск. Раул търси убежище, за да не го нарани Баел, и намира подкрепа от отец Каетано. Беатрис посещава Енрике, но е изненадана да види, че той е зает с Хулия.
- Епизод 28: Единствено любовта може да спаси Енрике (Lo único que puede salvar a Enrique es el amor); излъчен в Мексико на 20 декември 2023.

Раул иска отец Каетано да спаси Енрике от мъките, които го очакват с Баел. Херардо притиска Енрике да инструктира Хорхе относно компанията и организацията, тъй като е сигурен, че Баел ще го избере за свой наследник. Беатрис признава на Енрике, че е ревнувала, като го е виждала с Хулия, и моли да бъде единствената жена в живота му. Раул се уверява, че Енрике спира претърсването, което е наредил, за да му попречи да нарани невинни хора.
- Епизод 29: Ние сме деца на Баел (Somos los hijos de Bael); излъчен в Мексико на 21 декември 2023.

Херардо отвежда Хорхе в личната стая на Енрике, където му показва всичко, което Баел е направил, за да подобри живота на членовете на организацията. Хорхе моли Херардо да го подготви да стане наследник на Енрике и по този начин да има силата на Баел. Енрике мечтае за Хуанито в организацията. Беатрис е разочарована от Енрике, когато открива, че цветната композиция, която ѝ е изпратил, е наистина за Хулия.
- Епизод 30: Не ме търси повече, Енрике (No me busques más, Enrique); излъчен в Мексико на 22 декември 2023.

Раул коментира с отец Каетано Хорхе и неговия интерес да го спаси от тъмнината. Енрике търси Беатрис в офиса и тя се изправя срещу него, като го критикува за това, че ѝ е изневерил, провокирайки яростта на Баел. Беатрис съжалява за раздялата си с Енрике и вярва, че го е загубила завинаги. Хорхе започва да чиракува върху учението на Баел и Херардо го уверява, че ще го превърне в най-добрия последовател.
- Епизод 31: Трябва да съм близо до Хуанито (Tengo que estar cerca de Juanito); излъчен в Мексико на 25 декември 2023.

Разстроена от края на връзката между Беатрис и Енрике, Вики я обвинява за раздялата и след ожесточена размяна на думи, тя ѝ казва, че я мрази. Докато се приготвя за лягане, Хуанито открива странно съобщение на огледалото в банята, което го плаши. Поверително на Диана, Беатрис признава, че тя и семейството ѝ се възмущават от раздялата с Енрике и че чувството за вина започва да я изтощава. Изправен пред препятствията при организирането на строителен проект, Енрике решава да поеме нещата в свои ръце. След като влиза в контакт с Баел, Енрике отприщва огън, където Авалос, политик и също негов враг, е в капан.
- Епизод 32: Трябва да има начин да се сложи край на Баел (Debe haber una forma de acabar con Bael); излъчен в Мексико на 26 декември 2023.

Херардо уверява Хорхе, че услугите на Баел са неограничени, така че той може да живее с много привилегии. Енрике уверява Беатрис, че я обича и затова обещава никога да не я наранява. Хуанито признава на Вики, че той е помолил Енрике да потърси майка му. Вики придружава леля си Нурия до църквата и там отново вижда Раул, тя го поздравява с радост, но отец Каетано им пречи да продължат разговора си. Енрике пристига в църквата на отец Каетано с намерението да влезе, но когато се опитва да почука, има нещо, което му пречи и той напуска мястото.
- Епизод 33: Всички сме роби на Баел (Todos somos esclavos de Bael); излъчен в Мексико на 27 декември 2023.

Енрике води Беатрис в хотел, за да ѝ покаже, че тя е жената на живота му, така че и двамата се увличат от страстта. Хуанито открива друго съобщение в бележника си, учителят вярва, че съучениците, които го притесняват, са го написали, но той се опитва да ги защити. Херардо признава на Капитана, че е открил, че Енрике работи зад гърба му и това го притеснява, тъй като той не контролира нищо. Херардо извиква Хорхе в своя бизнес център, за да го научи как да угоди на клиентите си, така че те да повярват, че той има способността да сбъдва техните желания и фантазии.
- Епизод 34: Наследникът е едно от децата ти (El sucesor es uno de tus hijos); излъчен в Мексико на 28 декември 2023.

Енрике моли Баел за помощ, за да намери Раул, но той намира Хуанито във видението си и се събужда уморен от съня, който е имал. Той посещава Хуанито, когато разбира, че е болен и между сънищата го нарича татко. Баел използва Енрике, за да се доближи до Хуанито, за да го излекува. Баел изпълнява молбата на Енрике и му показва, че е избрал новия си наследник.
- Епизод 35: Изкушението има много лица (La tentación tiene muchos rostros); излъчен в Мексико на 29 декември 2023.

Беатрис се изправя срещу майките на съучениците, които притесняват Хуанито, и ги поставя на мястото им. Енрике се чувства готов да направи крачка напред в отношенията си с Беатрис и предлага да заживеят заедно. Херардо се възползва от бизнес вечеря и учи Хорхе как да се възползва от силата на Баел, за да спечели доверието на хората. Хуанито е ужасен, когато вижда за първи път лицето на съществото, което се е проявило пред него.
- Епизод 36: Волята на Баел (La voluntad de Bael); излъчен в Мексико на 1 януари 2024.

Беатрис се притеснява, че страхът на Хуанито е реален, спомняйки си, че дни преди това също ѝ се стори, че вижда силуета на жена в спалнята на сина си. Баел отговаря на молбите на Херардо, като показва как Хорхе и Хуанито се състезават за мястото на наследника. Херардо моли Енрике да остане близо до Беатрис, за да придобие контрол над Хуанито и по този начин да изпълни волята на Баел. Вики придружава Нурия до църквата и след като вижда Раул отново, тя го изправя срещу това, че я е излъгал за това кой всъщност е той.
- Епизод 37: Беатрис, ще се омъжиш ли за мен? (Beatriz ¿quieres casarte conmigo?); излъчен в Мексико на 2 януари 2024.

По заповед на Енрике Хорхе търси Вики, за да може да я опознае по-добре; тя вижда възможност да го накара да се влюби. Енрике планира романтично и незабравимо пътуване до Ню Йорк за Беатрис. Посланикът е готов да плати всяка необходима цена, за да стане президент и не се колебае да поиска помощта на Енрике. Енрике отвежда Беатрис на най-високата точка на Ню Йорк, за да я помоли да стане негова съпруга.
- Епизод 38: Баел е по-силен от всякога (Bael es más poderoso que nunca); излъчен в Мексико на 3 януари 2024.

Енрике не може да говори за миналото си с Беатрис и го доказва, като не може да каже името на Нора. Хорхе разкрива типа жени, които го привличат, което случайно описва идеално Вики. Вики изплашва котката от стаята на Хуанито, но Баел го следи отблизо. Случайно посланикът споменава организацията на Енрике пред Беатрис и привлича вниманието ѝ, разкривайки една от многото мистерии на Енрике.
- Епизод 39: Светът в нашите ръце (El mundo en nuestras manos); излъчен в Мексико на 4 януари 2024.

Адриан е възнаграден с изключителен договор благодарение на първия си принос към организацията. Карлос получава всичко, за да управлява финансите на кулата „Де Мартино“ и решава да вземе дял за своя собствена изгода и да открадне любовта на Рут. Бизнесмените от Ню Йорк отбелязват съюза си с компанията „Де Мартино“ с шокиращо посрещане. Хорхе признава колко привлекателна намира Вики.
- Епизод 40: Зад Енрике стоят хиляди жени (Hay miles de mujeres atrás de Enrique); излъчен в Мексико на 5 януари 2024.

Хулия проучва какъв е истинският интерес на Енрике към Беатрис, но тъй като не получава отговори, тя се страхува, че връзката им ще дестабилизира организацията. Енрике се позовава на силата на Баел, за да накара д-р Сиксто да научи какво може да се случи, ако не изпълни обещанието си. Нурия притиска Беатрис да се намеси повече в света и бизнеса на Енрике, за да го държи далеч от други жени, които го желаят. Хулия сплашва Беатрис, за да я убеди да напусне Енрике.
- Епизод 41: Хуанито, ти ще ми бъдеш като син (Juanito, serás como mi hijo); излъчен в Мексико на 8 януари 2024.

Хуанито започва да осъзнава силата, която има, когато се изправя срещу съучениците си. Херардо уверява Енрике, че услугите, които е оказал на Баел, скоро ще бъдат възнаградени с живота, за който винаги е мечтал. Енрике знае важността на образованието на Хуанито и предлага на Беатрис да го запише в най-доброто училище, но тя не знае, че това е част от плана на организацията. Отец Каетано научава за нечестието на Енрике и не се колебае да предупреди Нурия за опасността за семейството на нейната племенница.
- Епизод 42: Оскверни името на Баел (Profanar el nombre de Bael); излъчен в Мексико на 9 януари 2024.

Благодарение на отец Каетано Нурия научава, че Енрике де Мартино принадлежи към организация, която боготвори демон и че намеренията му с Беатрис не са добри, така че тя решава да се изправи срещу него. След като убеждава Нурия, че всичко, което ѝ е казал отец Каетано, е лъжа, Енрике нарежда тя да бъде проследена, за да открие самоличността на свещеника, който знае тайната му. Хулия не желае да позволи на Енрике да се ожени за Беатрис и се появява в офиса му, за да го съблазни.
- Епизод 43: Никой не може да контролира силата на Баел (Nadie puede controlar el poder de Bael); излъчен в Мексико на 10 януари 2024.

Енрике не се оставя да бъде съблазнен от Хулия и ѝ дава да разбере, че волята на Баел е да се ожени за Беатрис и той не желае да му противоречи. Хуанито е по-наясно колко силен е и решава да отмъсти на съучениците си, като предизвика инцидент. Отец Каетано не иска повече хора да се покланят на Баел и търси помощ от църквата. Беатрис вижда лицето на починалата Нора, докато пробва булчинската ѝ рокля.
- Епизод 44: Ще усетите силата на Баел (Sentirás el poder de Bael); излъчен в Мексико на 11 януари 2024.

Изправен пред идеята Хорхе да бъде новият наследник на Баел, Енрике отказва на Херардо възможността да ръководи. След индоктринирането на Херардо и приемането на Енрике, Хорхе полага клетва пред Баел. Хуанито пристига в новото си училище, където директорът го посреща и го уверява, че съучениците му ще го защитават. Беатрис и семейството ѝ се местят в къщата на Енрике и Вики разбира, че Раул е син на Енрике.
- Епизод 45: Баел само измъчва душите (Bael solo tortura almas); излъчен в Мексико на 12 януари 2024.

Докато Хуанито търси спалнята си в къщата на Енрике, духът на Нора продължава да го следва. Хорхе успява да намери църквата, в която работи Раул, и е решен да го убеди да се върне у дома. Виждайки, че Хорхе вече е направил обет към Баел, Раул се моли да спаси душата на брат си. Отец Каетано се изправя срещу Енрике, за да му попречи да вземе Раул от църквата и да го изложи на опасност.
- Епизод 46: Нощта, в която Баел атакува (La noche que atacó Bael); излъчен в Мексико на 15 януари 2024.

Раул отказва да се подчини на заповедите на Енрике, провокирайки гнева на Баел, но вярата на отец Каетано ги спасява от демона. Енрике нарежда атака срещу църквата на отец Каетано, който е ужасен да види демона на вратата си. Енрике е удивен да види, че Баел не е успял да унищожи църквата. Раул се завръща у дома, за да убеди Енрике да спре наследяването на Баел от Хорхе.
- Епизод 47: Обявявам ви за съпруг и съпруга (Los declaro marido y mujer); излъчен в Мексико на 16 януари 2024.

Херардо иска подкрепата на кардинала, който също е член на организацията, за да се погрижи за проблема, представен от отец Каетано. Енрике и Беатрис се женят, придружени от свои приятели и любими хора. Енрике показва на Нурия, че е готов да я подкрепи във всичко, от което се нуждае, за да види Беатрис щастлива. Енрике и Беатрис консумират брака си в романтична вечер.
- Епизод 48: Целият свят ще бъде в краката на Баел (El mundo entero estará a los pies de Bael); излъчен в Мексико на 17 януари 2024.

Благодарение на сватбата на Беатрис, отец Каетано открива, че организацията на Енрике се състои от изключително могъщи хора. Беатрис открива, че тетрадките на Хуанито са повредени и се страхува, че синът ѝ ще има проблеми в новото си училище. Кардиналът моли архиепископа да го информира за опасенията на отец Каетано, за да може той да поеме отговорността и да го ръководи лично. Хуанито се опитва да хване котката си в новия си дом, но когато стига до библиотеката, чува гласа на Баел.
- Епизод 49: Наследникът е Хуанито (¡El sucesor es Juanito!); излъчен в Мексико на 18 януари 2024.

Баел отново се свързва с Хуанито, представяйки се като човек, който може да му даде всичко, което пожелае. Баел изненадва Едуардо, като се появява пред очите му и вътре в същата църква, която си мислеше, че е защитил. Докато Беатрис е под душа, Нора решава да ѝ изпрати доказателство, че е с нея и семейството ѝ. Енрике се свързва с Баел и той му показва неопровержимо доказателство, че Хуанито ще бъде следващият му наследник.
- Епизод 50: Остави Хуанито на мира, Баел (Deja a Juanito en paz, Bael); излъчен в Мексико на 19 януари 2024.

Енрике предупреждава Херардо за визията му, но въпреки предупреждението на Баел, той пропуска важна подробност за наследяването. Томас дава собствената си дъщеря на организацията в една нощ, посветена на похотта. Херардо подозира, че Енрике го е излъгал относно завещанието на Баел, тъй като отношението на Хорхе доказва обратното.
- Епизод 51: Спасете душите им от Баел (Salvar sus almas de Bael); излъчен в Мексико на 22 януари 2024.

Долорес позволява на Хуанито да види, че има причина да се откроява над новите си съученици. Херардо уверява Енрике, че Раул е успял да развие лидерската си сила, откакто е започнал да живее в църквата. Хулия се опитва да посъветва Беатрис за предстоящото ѝ пътуване с Енрике и я уверява, че няма място, което да не е посетила със съпруга ѝ.
- Епизод 52: Аз съм достойният за силата на Баел (Soy el único digno del poder de Bael); излъчен в Мексико на 23 януари 2024.

Беатрис слага край на подигравките на Хулия, като изяснява голямата разлика между тях двете. Херардо поставя под въпрос решенията на Баел да избере Енрике за свой наследник, а не него. Хелън показва, че мрази Томас, задето я е дал като жертва на Баел. Баел приема формата на първия си носител, за да държи Енрике отговорен за действията си.
- Епизод 53: Никой и нищо не може да те спаси от Баел (Nada ni nadie te puede salvar de Bael); излъчен в Мексико на 24 януари 2024.

Баел посочва на Енрике, че нарушава договора им, като е влюбен в Беатрис, и го предупреждава, че ако желае, може да му отнеме всичко. Хуанито забелязва, че Херардо носи същата златна гривна като Енрике и като я докосва, той му показва, че силата на Баел тече в него. Енрике признава на Беатрис, че като нея, той е претърпял бурно минало на лишения, преди да постигне внезапен успех.
- Епизод 54: Ще загубиш Беатрис (Vas a perder a Beatriz); излъчен в Мексико на 25 януари 2024.

Хулия понася наказанието си и доказва на Херардо, че за нея няма никой над Баел, дори Енрике. Енрике се опитва да придружи Беатрис до Ватикана, но Баел му показва, че раздялата им е неизбежна. Херардо предупреждава Раул за наказанието, което Баел ще му наложи, но Раул го уверява, че има Божията сила на негова страна. Даниел се опитва да се наложи на Вики, но Хорхе пристига навреме, за да я спаси.
- Епизод 55: Мислиш ли, че можеш да контролираш Баел? (¿Crees poder controlar a Bael?); излъчен в Мексико на 26 януари 2024.

Енрике предупреждава Беатрис, че когато пожелае, може да хванат самолета и да заминат на пътешествие. Баел приема живота на Ана като жертва за това, че е помогнал на Жоел да спечели изборите. Хулия предупреждава Херардо, че всеки момент Енрике може да се откаже от услугите му като съветник в организацията и той приема това като обида към Баел. Раул се опитва да накара Хорхе да реагира, като признае истината за смъртта на майка им.
- Епизод 56: Баел само иска чиста душа (Bael solo quiere un alma pura); излъчен в Мексико на 29 януари 2024.

Хорхе съжалява, че Енрике е пожертвал Нора, уверявайки, че без да го осъзнава, той също се е отказал от Раул. Нурия вярва, че Долорес обръща специално внимание на Хуанито като начин да измами Беатрис и се изправя срещу нея за това. Хорхе моли Херардо да продължи подготовката му, въпреки че Енрике е отказал. Баел заключва Енрике в огледалото, за да се доближи до Беатрис.
- Епизод 57: Чаках те, Хуан (Te he estado esperando, Juan); излъчен в Мексико на 30 януари 2024.

Долорес предлага на Херардо да ускори подготовката на Хуанито, за да предотврати любовта на семейството му, и да го отклони от пътя, установен от Баел. Хулия дава възможност на Беатрис да бъдат приятелки, за да я насочи към по-добра връзка с Енрике. Каетано показва пред висшия съвет доказателствата за завръщането на Баел, но кардиналът му се присмива, като изтъква неговия алкохолизъм. Долорес приема Хуанито в индивидуален клас, воден от Баел.
- Епизод 58: Без мен си нищо, Баел (Sin mí no eres nada, Bael); излъчен в Мексико на 31 януари 2024.

Енрике нарушава договора си с Умберто, като го моли да се предаде на правителството на САЩ, за да може организацията да напредне в страната. Кардинал Нери обявява, че е назначен за първи пазач на папата, излагайки на риск интересите на кардинал Мондрагон. Умберто напомня на дъщеря си за плана за извънредни ситуации, който е подготвил, в случай че Енрике се осмели да го предаде. Енрике изисква Баел да стои далеч от Хуанито под заплахата да наруши договора им и да попречи на присъствието му в света.
- Епизод 59: Коя е Нора? (¿Quién es Nora?); излъчен в Мексико на 1 февруари 2024.

Беатрис се опитва да се помири с Вики, но тя се оплаква на майка си, че не ѝ позволява да се наслаждава на живота, който имат, откакто се е омъжила за Енрике де Мартино. Томас е принуден да настани Хелън в психиатрична болница, за да не съсипе политическите му амбиции. Каетано използва проповедта, за да разпространи предупреждение сред верните си за опасностите, които дебнат. Хуанито търси утеха при Беатрис за мъките, през които преминават, и случайно разгадават съобщението, написано в тетрадките им.
- Епизод 60: Използвай силата на Баел (Usar la fuerza de Bael); излъчен в Мексико на 2 февруари 2024.

Хулия се опитва да съблазни Енрике, като му напомня как са се наслаждавали на греховете, които удовлетворяват Баел. Каетано се моли на Бог за силата да изпълни поръчението си и получава ясен знак, че молитвите му са чути. Беатрис моли Каетано за подкрепа в справянето със свръхестествените сили, които преследват дома ѝ, което му дава начин да се сближи с Енрике. Енрике се позовава на силата на Баел, за да накара Умберто да плати за престъпленията срещу него.
- Епизод 61: Не може да се страхуваш, Хуанито (Tú no puedes tener miedo, Juanito); излъчен в Мексико на 5 февруари 2024.

Херардо е сигурен, че вярата на отец Каетано не е несломима и е готов да го накара да страда. Беатрис казва на Енрике, че паранормалните събития преследват нея и Хуанито и че Нора е името, което продължава да се появява. Хорхе отива още една крачка напред в плановете си и моли Рут да стане негова съпруга. Енрике осъзнава, че душата на Нора все още скърби за това, което ѝ е причинил, и отново моли за извинение.
- Епизод 62: С Баел до вас нищо не е невъзможно (Con Bael a su lado, nada es imposible); излъчен в Мексико на 6 февруари 2024.

Хорхе казва на приятелите си, че Рут се е съгласила да стане негова съпруга, и Карлос не може да скрие разочарованието си. Енрике и отец Каетано се виждат лице в лице; обаче нито един от двамата не говори за миналото си пред Беатрис. Херардо не е убеден, че Хуанито е най-добрият избор за наследник на Енрике, и иска той да бъде този, който има тази чест. За да получи гривната на Енрике, отец Каетано се поддава на изкушението на Баел.
- Епизод 63: Предайте се пред изкушението на Баел (Quebrarse ante la tentación de Bael); излъчен в Мексико на 7 февруари 2024.

Отец Каетано попада в капана на Енрике и Баел има свободата да се появи пред него. Рут се страхува какво стои зад предложението за брак на Хорхе и уверява Карлос, че наистина го обича. Енрике се опасява, че Хорхе иска да следва стъпките му в организацията и го моли да не го прави. Отец Каетано е унизен, знаейки, че е изпаднал в грях, опитвайки се да вземе гривната на Енрике.
- Епизод 64: Знам коя си, Нора (Sé quién eres, Nora); излъчен в Мексико на 8 февруари 2024.

След като научава, че Мондрагон е служител на сватбата на Енрике и Беатрис, Каетано не се съмнява, че той е проникнал. Херардо иска да се изкачи в организацията и няма нищо против да използва Хорхе, за да нарани Енрике. Херардо няма търпение повече да заеме мястото на Енрике и Баел му дава свобода. Сигурна, че призракът е Нора, бившата съпруга на Енрике, Беатрис я моли да я остави на мира.
- Епизод 65: Ето я Рут, Баел (Aquí tienes a Ruth, Bael); излъчен в Мексико на 9 февруари 2024.

В нетърпението си да получи силата на Баел, Хорхе жертва Рут, мислейки, че това ще работи за него, както за баща му. След смъртта на Рут Хорхе разбира, че Баел няма да му даде силата си. Разочарован, че Хорхе иска да последва стъпките му, Енрике му отнема гривната и го моли да стои далеч от организацията. Енрике уверява Херардо, че ако е знаел високата цена, която ще плати, за да бъде наследник на Баел, е нямало да приеме.
- Епизод 66: Винаги ще бъда с теб, Хорхе (Siempre voy a estar contigo, Jorge); излъчен в Мексико на 12 февруари 2024.

Хорхе открива предателството на Карлос и нарежда арестуването му за смъртта на Рут. Едуардо урежда среща между Раул и Енрике зад гърба на Каетано. Вики утешава Хорхе за загубата на Рут и се възползва от възможността да го целуне. Долорес използва смъртта на Рут, за да научи Хуанито за смъртта и как да победи страха си.
- Епизод 67: Сбогувай се с Раул, Енрике де Мартино (Despídete de Raúl, Enrique de Martino); излъчен в Мексико на 13 февруари 2024.

Хуанито говори с Енрике за Хорхе, сякаш крие нещо за смъртта на Рут. Едуардо предава доверието на Раул и урежда среща между Енрике и него. Хорхе отвежда Раул обратно в имението на Де Мартино, където той среща духа на майка си и припада. Енрике настоява човекът, отговорен за нападението срещу Раул, да бъде открит, за да го накара да плати за гаврите със сина му.
- Епизод 68: Покажи ми силата си, Баел (Demuéstrame tu poder, Bael); излъчен в Мексико на 14 февруари 2024.

Раул вижда духа на Нора зад Беатрис и говори с майка си, оставяйки Беатрис объркана. Хорхе предлага на Баел вечната си служба в замяна на спасяването на живота на Раул. Баел изпраща съобщение чрез Хуанито, за да напомни на Хорхе за обещанието му. Раул посочва на Енрике, че все още има доброта в него и не е твърде късно да развали договора си с Баел.
- Епизод 69: Баел иска Беатрис до себе си (Bael quiere cerca a Beatriz); излъчен в Мексико на 15 февруари 2024.

Каетано залага капан на Мондрагон, за да го разобличи като един от последователите на Баел. Хорхе позволява на Вики да види романтичния интерес, който изпитва към нея, докато тя не може да скрие чувствата си към Раул. Хулия посещава дома на Енрике, но Беатрис се уморява от нейната наглост и я гони. Херардо открива, че Баел е причинил инцидента, оставил Беатрис вдовица.
- Епизод 70: Демоните се хранят с обвинения (Los demonios se alimentan de las culpas); излъчен в Мексико на 16 февруари 2024.

Беатрис прекъсва срещата на организацията с пристигането си и Енрике, раздразнен, спира ревността на жена си. Хулия се възползва от спора между Енрике и Беатрис, за да го съблазни. Раул открива, че Хуанито е бил записан в училище на организацията и се страхува за академичната подготовка, която получава. Каетано посещава училището на Хуанито и от момента, в който среща Долорес, осъзнава влиянието на Баел върху децата.
- Епизод 71: Бягай, Беатрис! (¡Huye Beatriz!); излъчен в Мексико на 19 февруари 2024.

Енрике казва на Беатрис, че е взел решение относно бъдещето на връзката им, въпреки че това не ѝ харесва. Херардо предлага на Енрике идеята да се отърве от Беатрис, за да остане насаме с Хуанито, но той изисква никога повече да не се забърква с жена му. Беатрис се събужда от сън и вижда духа на Нора да стои пред нея и я моли да я последва. Духът на Нора предупреждава Беатрис да се махне от Енрике и Баел възможно най-бързо.
- Епизод 72: Давам ти тази девственица, Баел (Te entrego a esta mujer virgen, Bael); излъчен в Мексико на 20 февруари 2024.

Хорхе предупреждава Херардо, че планира да спечели благоволението на Баел, като предаде чистотата на Вики. Каетано предлага на Беатрис да смени училището на Хуанито с аргумента, че учението му не е в съответствие с ценностите на нейното семейство. Вики отказва да продължи сляпо да се подчинява на правилата на Беатрис, когато вижда, че нищо от това не е спечелило доверието ѝ. Хорхе малтретира Вики, за да докаже на Баел, че е верен на силата си.
- Епизод 73: Нора беше побъркана от демон (A Nora la enloqueció un demonio); излъчен в Мексико на 21 февруари 2024.

Хуанито предлага на Долорес следа, за да открие силата на Баел. Едуардо оказва натиск върху Херардо и се съгласява да бъде верен слуга на Баел. Раул признава на Беатрис истинската причина за смъртта на майка си. Вики разпитва Хорхе какво се е случило предишната вечер, но той я уверява, че всичко, което е искала, се е случило.
- Епизод 74: Злото има много лица (El mal tiene muchas caras); излъчен в Мексико на 22 февруари 2024.

Херардо признава на Баел, че се е посветил на това да създава проблеми между братята Де Мартино, за да ги накара да се унищожат един друг. Раул убеждава Вики да признае какво ѝ се е случило. Раул се изправя срещу Хорхе относно това, което е направил на Вики и разкрива причината, поради която я защитава. Енрике решава да изгони Хорхе от дома си, без да се тревожи за съдбата му.
- Епизод 75: Кой е Баел, Енрике? (¿Quién es Bael, Enrique?); излъчен в Мексико на 23 февруари 2024.

Херардо предлага на Хорхе да прекрати влиянието на Енрике де Мартино, за да може той да поеме организацията. Хорхе се оплаква на Енрике, че е предпочел Беатрис пред Баел и споменаването на демона го кара да потръпне. Хуанито потвърждава, че Хорхе стои зад болката, която изпитва Вики, и се зарича да го накара да плати. Нурия съжалява, че е запазила тайната на Енрике и търси утеха при Каетано.
- Епизод 76: Дяволът обикаля наоколо и търси кого да погълне (El diablo ronda buscando a quién devorar); излъчен в Мексико на 26 февруари 2024.

Призракът на Нора събужда Вики посред нощ и осъзнавайки, че може да я види, тя отчаяно я моли за помощ. Хорхе събира определени членове на организацията, за да ги вербува в своя полза и да премахне Енрике като ръководител на организацията. Беатрис се моли с Библия в ръка за знак за това, пред което е изправена и е изненадана да види отговор на молитвата си. Херардо е отведен в криптата, където е скрит любимият артефакт на Баел, който ще му позволи да придобие всичките си сили.
- Епизод 77: Баел е демон (Bael es un demonio); излъчен в Мексико на 27 февруари 2024.

С оглед на разговора между Енрике и Херардо, Баел се проявява, като изисква да донесат камата в негово присъствие. Каетано е разочарован от Едуардо, когато открива, че той вече си сътрудничи със синовете на Баел. Хорхе събира членовете на организацията, за да обяви своя план за отстраняване на Енрике от поста ръководител на организацията. Мистериозно присъствие гарантира, че Беатрис слуша записите на Нора, където тя обяснява кой точно е Баел.
- Епизод 78: Баел живее в мен (¡Bael vive en mí!); излъчен в Мексико на 28 февруари 2024.

Едуардо отказва да продължи да помага на организацията и Долорес решава да сложи край. Хулия предупреждава Енрике за тайните срещи на Хорхе и го моли да реши проблема директно, както би направил Баел. Уморен от пазенето на тайни, Енрике се изправя пред Беатрис относно корена на властта му и договора му с Баел. Баел показва на Херардо събитията, които ще се случат, за да може Хуанито да стане новият наследник.
- Епизод 79: Оставам с Енрике (Yo me quedo con Enrique); излъчен в Мексико на 29 февруари 2024.

Нора се появява отново на Беатрис, като я моли да прослуша нейните записи, за да научи истината за Енрике. Беатрис презира Нурия, когато научава, че тя вече е знаела за договора между Енрике и Баел и въпреки това я е манипулирала да се омъжи за него. Беатрис се опитва да обясни на Хуанито раздялата си с Енрике, но е изненадана да види, че той предпочита да остане с втория си баща. Енрике се опитва да вразуми Хорхе, но той го предупреждава, че ще спре само ако го посочи за свой наследник.
- Епизод 80: За Беатрис съм готов на всичко (Por Beatriz estoy dispuesto a todo); излъчен в Мексико на 1 март 2024.

Баел иска от Енрике да му даде Беатрис в жертва, за да продължи с наследяването. Долорес успокоява страха на Хуанито от раздялата с Енрике, като го уверява, че ще изпълни заповедите на Баел. Беатрис търси съвет от Каетано и той я уверява, че любовта ѝ е най-мощната сила в борбата срещу Баел. Хулия осъзнава, че Енрике никога няма да може да изпитва към нея това, което изпитва към Беатрис, и опустошена, тя прекратява договора си с Баел и се превръща в прах.
- Епизод 81 и Епизод 82: Сервирайте на Баел (Servir a Bael) и Вече знам как да контролирам страха (Ya sé dominar el miedo); излъчени в Мексико на 3 март 2024.

Нора предупреждава Вики за опасностите, пред които е изправено семейството ѝ, и я моли да избяга възможно най-бързо от организацията. Долорес показва истинското си лице на Каетано, който се изправя срещу нея без страх, но инцидент причинява нейния неизбежен край. Жертвата на Херардо предизвиква проявата на Баел. Енрике отказва да продължи с наследяването и е готов на всичко, за да защити семейството си от Баел. Хуанито знае, че наследяването се е случило, защото въпреки факта, че няма видими признаци, той е новият носител на Баел.

## Версии
- Проклятието (1983), мексиканска теленовела, създадена от Фернанда Вийели, режисирана от Раул Араиса и продуцирана от Ернесто Алонсо за Телевиса, с участието на Жаклин Андере и Ернесто Алонсо.